# إقليم أوكلاند
إقليم أوكلاند (بالماورية: Tāmaki-makau-rau‏) هو أقليم في نيوزيلندا، بلغ عدد سكانه 1,570,500 نسمة وذلك حسب إحصائيات سنة يونيو 2015، عاصمته أوكلاند، تبلغ مساحته 4,894 كيلومتر مربع.

## أعلام
- مايك بروير
- فرانسيس روذرفورد
- شارلوته غراهام
- روبن بروك
- باري لينتون